# Bændeltang
 For alternative betydninger, se Tang. (Se også artikler, som begynder med Tang)
Bændeltang (Zostera) er en marin planteslægt med to arter, der lever i havene uden for Europa og Australien, men også i middelhavsområderne i Mellemøsten og Nordafrika. Tangplanten kendes også under navnet ålegræs.
Det er en vandplante med rodfæstede rødder og en krybende jordstængel. Stænglerne er grenede, bladene spredte, båndagtige og helrandede. De 4-tallige blomster sidder samlet i et stilket aks. Frugterne er nødder eller stenfrugtagtige.
| Arter |

- Almindelig Bændeltang (Zostera marina)
- Zostera tasmanica

| Botanik | Spire Denne botanikartikel er en spire som bør udbygges. Du er velkommen til at hjælpe Wikipedia ved at udvide den. |